# 木里雪莲
木里雪莲（学名：Saussurea muliensis）是菊科风毛菊属的植物，是中国的特有植物。分布于中国大陆的四川等地，生长于海拔4,300米至4,370米的地区，常生长在山坡草地，目前尚未由人工引种栽培。